# Pace di Apamea
La pace di Apamea fu un trattato di pace stipulato nel 188 a.C., ad Apamea in Frigia, tra la Repubblica romana ed Antioco III, sovrano seleucide.
La pace seguì le vittorie romane nella battaglia delle Termopili (191 a.C.), nella battaglia di Magnesia (190 a.C.) e in alcuni scontri navali nel Mare Egeo.
Secondo le disposizioni contenute nel trattato Antioco dovette cedere le navi e gli elefanti da guerra e pagare un'enorme indennità di guerra pari a 15.000 talenti.
Per la Siria comportò la perdita dei territori ad ovest del Tauro, inclusa la Pisidia, che i Romani affidarono al regno ellenistico degli Attalidi di Pergamo. La sconfitta ebbe conseguenze nefaste per l'impero seleucide che aveva precedentemente superato una grave crisi politico-economica grazie alla guida del re Antioco. I Romani ebbero così l'occasione di espandere il proprio dominio sul Mar Mediterraneo orientale.
Antioco tentò una nuova spedizione in Oriente cercando di consolidare il regno. Spintosi verso l'Elimaide ove si trovava il tempio di Belo provò ad accaparrarsene le ricchezze, ma fu ucciso dai nativi intervenuti a difesa del santuario (186 a.C.).